# Eisenhower-methode
De Eisenhowermethode (ook wel Eisenhowerprincipe of Eisenhowermatrix genoemd) is een in de managementvakliteratuur vaak geciteerde manier om openstaande taken in categorieën in te delen.
De methode is genoemd naar de Amerikaanse president Dwight D. Eisenhower, hoewel nooit is aangetoond dat hij die methode zelf toepaste. Ze verwijst naar een aan hem toegeschreven citaat:
"I have two kinds of problems, the urgent and the important. The urgent are not important, and the important are never urgent."
("Ik heb twee soorten problemen: dringende en belangrijke. De dringende zijn niet belangrijk en de belangrijke nooit dringend").
In de methode gaat het om 4 categorieën volgens onderstaande tabel.
|             |                 | Dringend?                                   |                                |
| dringend    | niet dringend   |                                             |                                |
| Belangrijk? | belangrijk      | A / I Onmiddellijk zelf doen                | B / II Plannen om zelf te doen |
| Belangrijk? | niet belangrijk | C / III Aan competente medewerker doorgeven | D / IV Niet doen (prullenbak)  |

Door de indeling is het in te drukke omstandigheden mogelijk om aan triage te doen, wat tot efficiëntere verwerking leidt. Men kan eventueel nog gradueel binnen de vakken werken.
De belangrijkste kritiek op de methode is dat men door goed tijdsbeheer moet kunnen vermijden dat taken louter op basis van hun dringendheid in plaats van hun belangrijkheid voorrang krijgen.